# Parahyagnis
Parahyagnis – rodzaj chrząszczy z rodziny kózkowatych i podrodziny zgrzypikowych. 

## Zasięg występowania
Przedstawiciele tego rodzaju występują w Afryce Subsharyjskiej.

## Systematyka
Do Parahyagnis należą 2 gatunki:
- Parahyagnis bifuscoplagiatus
- Parahyagnis ficivorus